# Колакија (Гросето)
Колакија је насеље у Италији у округу Гросето, региону Тоскана.
Према процени из 2011. у насељу је живело 8 становника. Насеље се налази на надморској висини од 86 м.